# 389년

## 연호
- 동진(東晉) 태원(太元) 14년
- 전진(前秦) 태초(太初) 4년
- 후연(後燕) 건흥(建興) 4년
- 서연(西燕) 중흥(中興) 4년
- 후진(後秦) 건초(建初) 4년
- 서진(西秦) 태초(太初) 2년
- 북위(北魏) 등국(登國) 4년
- 후량(後凉) 태안(太安) 4년 / 인가(麟嘉) 원년
- 적위(翟魏) 건광(建光) 2년

## 기년
- 동진(東晉) 효무제(孝武帝) 17년
- 북위(北魏) 도무제(道武帝) 4년
- 신라(新羅) 내물 마립간(奈勿麻立干) 34년
- 고구려(高句麗) 고국양왕(故國壤王) 6년
- 백제(百濟) 진사왕(辰斯王) 5년